# Thecla rubicundula
Thecla rubicundula är en fjärilsart som beskrevs av John Henry Leech 1890. Thecla rubicundula ingår i släktet Thecla och familjen juvelvingar. Inga underarter finns listade i Catalogue of Life.